# シェイク・ドゥクレ
シェイク・カデル・ドゥクレ（Cheick Kader Doukouré 、1992年9月11日 - ）は、コートジボワール・アビジャン出身のサッカー選手。アリス・テッサロニキ所属。ポジションはMF。コートジボワール代表。

## クラブ経歴

### ロリアン
アビジャンで生まれ、ドゥクレが4歳の時に家族揃ってフランスへと移住し、2007年にFCロリアンの下部組織へ加入した。2010-11シーズンからBチーム登録となるとすぐにレギュラーの座を獲得し、2010年8月7日、AJオセール戦でトップチームデビューとプロデビューを果たした。
デビューしてからはロリアンでのトップチーム定着は叶わず、2012年7月12日にフランス全国選手権のSASエピナルへレンタルされることが決まった。レンタルバック後はロリアンにてポジションを確保し、2014年5月10日のオリンピック・リヨン戦ではプロ初ゴールを挙げた。

### メス
2014年6月20日、リーグ・アンのFCメスにフリーで加入した 。同年8月9日、リール戦にてデビューを飾った。
加入初年度の2014-15シーズンはリーグ戦20試合に出場。クラブは成績が伴わず、リーグ・ドゥ降格が決定した。しかし、リーグ・ドゥでは好調を維持し続け、ドゥクレもチームの主将として奮闘し、1年でのリーグ・アン復帰に貢献した。

### レバンテ
2017年8月4日、レバンテUDに4年契約で移籍した。移籍金はおよそ160万ユーロと見られる。レバンテでのデビューは8月21日のビジャレアルCFとのリーグ戦であり、エニス・バルディとの途中交代だった。
2019年9月2日、SDウエスカに1シーズンの契約でレンタル移籍することが発表された。

### レガネス
2021年7月24日、セグンダ・ディビシオンのCDレガネスにフリーで移籍し、1年契約を交わした。

### アリス・テッサロニキ
2022年1月29日、ギリシャ・スーパーリーグのアリス・テッサロニキへ完全移籍。

## タイトル
コートジボワール代表
- アフリカネイションズカップ: 2015[9]